# Borys Tarasjuk

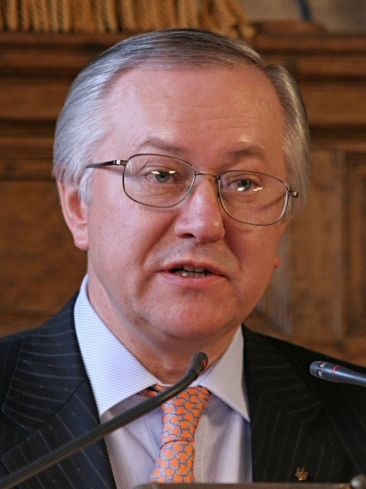
Borys Tarasjuk

Borys Iwanowytsch Tarasjuk (ukrainisch Борис Іванович Тарасюк, wiss. Transliteration Borys Ivanovyč Tarasjuk; * 1. Januar 1949 in Dserschynsk, Oblast Schytomyr) ist ein ukrainischer Politiker und ehemaliger Außenminister der Ukraine.
Er hatte das Amt zum ersten Mal von April 1998 bis September 2000 unter Ministerpräsident Wiktor Juschtschenko inne. Unter der Präsidentschaft Juschtschenkos bekleidet Tarasjuk das Amt seit Februar 2005. Im Dezember 2006 wurde er vom Parlament abgewählt. Diese Entscheidung wurde durch eine Gerichtsentscheidung für ungültig erklärt. Präsident Juschtschenko bestätigte ihn per Dekret im Amt. Die meisten Abgeordneten erkannten ihn dennoch nicht als gültigen Außenminister an, bis auch Juschtschenko am 30. Januar 2007 seine Entlassung akzeptierte.

## Leben
Tarasjuk arbeitete zunächst als Laborant am Kiewer Polytechnischen Institut und absolvierte 1968 bis 1970 seinen Armeedienst bei den Grenztruppen der UdSSR. 1975 schloss er die Kiewer Staatsuniversität ab, wo er Internationale Beziehungen und Internationales Recht studierte. Im Anschluss an sein Studium war er bis 1981 zunächst Attaché, dann Sekretär beim Außenministerium der Ukrainischen Sowjetrepublik.
1981 bis 1986 war Borys Tarasjuk zunächst Zweiter, dann Erster Sekretär bei der ständigen Vertretung der Ukraine bei der UNO in New York, 1986 bis 1987 Erster Sekretär in der Abteilung für Internationale Organisationen des Außenministeriums der Ukrainischen Sowjetrepublik. Anschließend war er beim Zentralkomitee der Kommunistischen Partei in der Ukraine Instrukteur für Außenbeziehungen.
In den Jahren nach der Unabhängigkeit der Ukraine wurde Tarasjuk zunächst als Berater ans Außenministerium geholt und leitete 1991/1992 die Planungs- und Analyseabteilung des Ministeriums. Im März 1992 wurde er stellvertretender Außenminister der Ukraine und im Juni 1992 (bis April 1995) Leiter der nationalen Abrüstungskommission; außerdem leitete er 1993 bis 1995 die interministerielle Kommission für Fragen des Beitritts der Ukraine zum Europarat. Er war einer der wichtigsten Figuren in den komplizierten Verhandlungen zur atomaren und nichtnuklearen Abrüstung der Ukraine und zur Schwarzmeerflotte.
Ende 1994 wurde Tarasjuk erneut zum stellvertretenden Außenminister ernannt; er hatte das Amt bis November 1995 inne, bevor er außerordentlicher generalbevollmächtigter Botschafter der Ukraine in den Benelux-Ländern wurde (bis April 1998). Parallel war Tarasjuk seit Oktober 1997 Missionsleiter der Ukraine bei der NATO.
Vor und zu Beginn der Regierung unter Ministerpräsident Wiktor Juschtschenko war Borys Tarasjuk Außenminister der Ukraine (1998–2000). Sein langjähriger Vorgänger Hennadij Udowenko hatte 1998 erfolgreich für das Parlament kandidiert und war von seinem Amt zurückgetreten. Tarasjuks erste Auslandsreise führte ihn nach Ungarn und Polen.
Tarasjuk ist seit 1993 Mitglied im Direktorium des Instituts für Ost-West-Studien in New York City; bis November 2000 war er außerdem Mitglied im Sicherheits- und Verteidigungsrat der Ukraine. 2004 war er Vorsitzender des Europa-Ausschusses im ukrainischen Parlament, der Werchowna Rada.
Tarasjuk ist Träger des ukrainischen Verdienstordens (2. und 3. Stufe). Sein diplomatischer Rang ist der eines Außerordentlichen und generalbevollmächtigten Botschafters. 1997 wurde er in seinem Land zum Diplomaten des Jahres ernannt und erhielt Ehrungen in Argentinien, Brasilien, Venezuela, Litauern, Portugal, Frankreich und Schweden.
Auf der Liste der Fraktion Nascha Ukrajina unter Führung von Wiktor Juschtschenko steht er seit April 2002 auf Platz Nr. 9. Er ist Mitglied der Bewegung Ruch, Leiter der Nationalen Bewegung der Ukraine und Mitglied im Exekutivkomitee des Nationalen Rettungskomitees. Während der Orangen Revolution nach der zweiten Runde der Präsidentschaftswahlen 2004 gehörte er zu den engsten Beratern und Mitarbeitern Juschtschenkos. Am 4. Februar 2005 bestätigte das Parlament die Ernennung Tarasjuks zum Außenminister in der Regierung von Julija Tymoschenko.
Am 1. Dezember 2006 stimmte das Parlament mit 247 gegen 25 Stimmen für die Entlassung Tarasjuks. Gegen diese Entscheidung wurden Rechtsmittel eingelegt. Am 6. Dezember entschied ein Kiewer Gericht, die Entlassung Tarasjuks durch die Werchowna Rada sei ungültig. Die Regierung Janukowytsch erkannte diese Entscheidung nicht an und verweigerte Tarasjuk in der Folge die Teilnahme an Kabinettssitzungen. Präsident Juschtschenko lehnte mehrfach die von Janukowytsch vorgebrachte Forderung nach Entlassung Tarasjuks ab und bestätigte ihn per Dekret im Amt. Tarasjuk trat jedoch im Januar 2007 von seinem Amt zurück. Juschtschenko beauftragte daraufhin am 30. Januar Wolodymyr Ohrysko zur vorübergehenden Übernahme der Geschäfte des Außenministers.
2015 war Tarasjuk Vorsitzender der ukrainischen Delegation zur Parlamentarischen Versammlung EURO-NEST.
Tarasjuk ist verheiratet und hat zwei Töchter, einen Sohn und einen Enkel.